# Gilico
Gilico es un paraje situado entre los municipios de Cehegín y Calasparra, en la Región de Murcia (España), con Las Minas en la parte de Cehegín y los Baños de Gilico en la de Calasparra, en los llamados campos del Cagitán.

## Situación
Gilico es uno de los entornos más pintorescos de Calasparra y Cehegín. Ya en el siglo XVII Martín de Ambel nombraba el término de Villares y Gilico, describiendo un paraje natural amplio de pastos y agro de secano. Hoy día Gilico es una zona de explotación minera y sendas de tierra, que conducen a algún caserío decimonónico abandonado, sendas habituales para muchos de los aficionados al senderismo y la bicicleta de montaña.

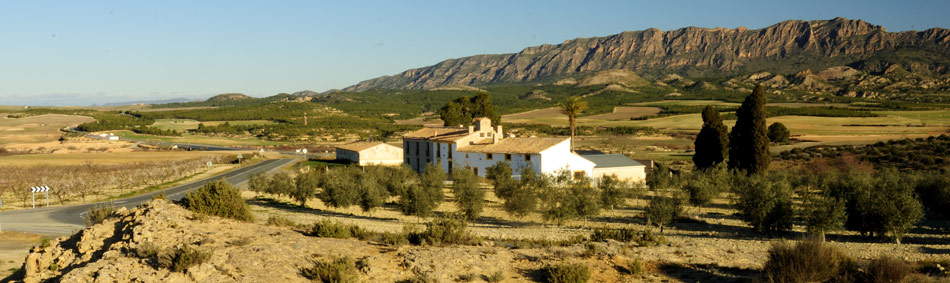
Vías de Gilico.

La naturaleza ha querido crear uno de los paisajes más singulares de Murcia, con gran lago en lo que fue la roza a cielo abierto de la mina de Gilico, fruto de la inundación de la misma por una avenida del Río Quípar.
La forma más rápida de acceder a las minas y paraje de Gilico es, desde Calasparra, tomar la MU-552 que une este municipio y Mula para abandonarla luego a la altura de Baños de Gilico, tomando un camino en buen estado que aparece a la derecha. Este camino nos conduce hasta la Minas de Gilico y también, si no lo abandonamos, nos lleva a La Copa de Bullas, pero su estado empeora bastante desde las minas hasta las proximidades de La Copa de Bullas.

## Historia
Gilico fue ya habitado por civilizaciones antiguas, tanto en Gilico como en el paraje de Cañada de los Brazos, donde se encontraron hallazgos arqueológicos con materiales que probaron la existencia de distintos hábitats, como pequeñas villas romanas que, repartidas a lo largo de la cuenca del río Quípar, se datan entre los siglos I y V d. C.
En la zona de Calasparra, quedan unas construcciones correspondientes a los Baños de Gilico. Conocidos como Baños de San José, la razón de estos baños se encuentra en una fuente natural de agua a la que se llegaron a atribuir propiedades curativas. Esta fuente podría haber sido conocida por los romanos. Aunque hoy día los Baños de Gilico son tan sólo una granja ganadera, durante muchos años fueron utilizados para hacer parada y fonda por muchos ganaderos y viajeros. Fueron abandonados a mediados del pasado siglo XX.
El poblamiento romano nos lleva a pensar que la línea histórica del entorno no debió ser muy distinta de la del resto de Cehegín. Tras esta etapa llegaría la despoblación de época árabe y la repoblación en el siglo XIII pero, más acusadamente, en el siglo XVI y XVIII, momentos históricos en los que estas tierras estaban pacificadas, que habían abandonado los momentos más críticos de un Cehegín cercano a la frontera del Reino de Granada.
Sin embargo, además de los grandes campos agrícolas de ese Villares y Gilico que nombra Ambel, y las zonas de pasto, esta geografía no ha sido nunca un ámbito de densa población, y en 2008 apenas se registran cuatro habitantes empadronados. Gilico ha continuado, a lo largo de los siglos, su vocación de ser paraje y lugar de paso, que aún conserva una agricultura de secano y unos ámbitos de minería de hierro, que han interesado a lo largo de centurias.

## Naturaleza
Uno de los rasgos más singulares de este paraje es el de la existencia de un importante yacimiento de magnetita (Fe3O4), el más importante de toda la Región de Murcia. La magnetita es un mineral de hierro, contiene un 72% de hierro, con propiedades magnéticas. En este lugar está asociada a pirita y calcopirita. Existe otro yacimiento de prehnita, (Ca2Al(AlSi3O10)(OH)2. Se trata, en este caso, de un silicato que aparece comúnmente en afloramientos de rocas volcánicas básicas de carácter ofítico. Nos encontramos, pues, ante una zona muy interesante desde el punto de vista mineralógico y petrológico.
También podemos encontrar un afloramiento de aguas salutíferas no calientes. Estas aguas tienen un nivel de minerales que no las hace aptas para su consumo pero que pueden aprovecharse sus sales para otros fines.
En cuanto la vegetación de la zona, en Gilico se encuentra junto a un área forestal importante del municipio, la Sierra de Gilico y Cambrones. Los pinares de pino carrasco son la vegetación más abundante. El monte bajo lo constituyen principalmente matorral mediterráneo y en las tierras labradas predominan los cultivos de secano como el almendro y los olivos.